# Championnat d'Équateur de football 1985
Navigation
Saison précédente Saison suivante
La saison 1985 du Championnat d'Équateur de football est la vingt-septième édition du championnat de première division en Équateur.
Seize équipes prennent part à la Série A, la première division, et sont réunies au sein d'une poule unique où elles affrontent leurs adversaires deux fois, à domicile et à l'extérieur. À l'issue de cette première phase, les huit premiers obtiennent leur billet pour la poule pour le titre, la Liguilla, tandis que le dernier du classement est directement relégué et remplacé par le meilleur club de Série B.
C'est le Barcelona Sporting Club qui remporte la compétition après avoir terminé en tête de la Liguilla, avec cinq points d'avance sur le Deportivo Quito et six sur le Club Deportivo Filanbanco. C'est le 8e titre de champion d'Équateur de l'histoire du club. Le triple tenant du titre, El Nacional, ne termine qu'à la 5e place de l'Octogonal.

## Les clubs participants
| - LDU Portoviejo - Deportivo Quevedo - Manta Sport Club - Barcelona Sporting Club - Deportivo Quito - CDU Católica del Ecuador - Club Sport Emelec - Club Deportivo Esmeraldas Petrolero - Promu de Série B | - Club Deportivo El Nacional - Club Deportivo Técnico Universitario - Audaz Octubrino - Promu de Série B - América de Quito - Club 9 de Octubre - LDU Quito - Club Deportivo Filanbanco - Deportivo Cuenca - Promu de Série B |

## Compétition

### Première phase
| Rang | Équipe                                | Pts | J  | G  | N  | P  | Bp | Bc | Diff |
| ---- | ------------------------------------- | --- | -- | -- | -- | -- | -- | -- | ---- |
| 1    | Club Deportivo Filanbanco             | 44  | 30 | 18 | 8  | 8  | 65 | 31 | +34  |
| 2    | Barcelona Sporting Club               | 41  | 30 | 16 | 9  | 5  | 39 | 20 | +19  |
| 3    | Deportivo Quito                       | 37  | 30 | 14 | 9  | 7  | 53 | 36 | +17  |
| 4    | Club Deportivo El Nacional T          | 35  | 30 | 14 | 7  | 9  | 70 | 47 | +23  |
| 5    | CDU Católica del Ecuador              | 34  | 30 | 12 | 10 | 8  | 46 | 36 | +10  |
| 6    | Club 9 de Octubre                     | 34  | 30 | 12 | 10 | 8  | 38 | 29 | +9   |
| 7    | LDU Portoviejo                        | 34  | 30 | 14 | 6  | 10 | 42 | 45 | -3   |
| 8    | Club Deportivo Esmeraldas Petrolero P | 33  | 30 | 14 | 5  | 11 | 36 | 30 | +6   |
| 9    | LDU Quito                             | 33  | 30 | 14 | 5  | 11 | 52 | 46 | +6   |
| 10   | Club Sport Emelec                     | 27  | 30 | 11 | 5  | 14 | 43 | 46 | -3   |
| 11   | Deportivo Quevedo                     | 27  | 30 | 8  | 11 | 11 | 24 | 34 | -10  |
| 12   | Deportivo Cuenca P                    | 23  | 30 | 10 | 3  | 17 | 40 | 50 | -10  |
| 13   | CDT Universitario                     | 21  | 30 | 8  | 5  | 17 | 28 | 43 | -15  |
| 14   | Audaz Octubrino P                     | 21  | 30 | 9  | 3  | 18 | 32 | 65 | -33  |
| 15   | América de Quito                      | 19  | 30 | 4  | 11 | 15 | 18 | 40 | -22  |
| 16   | Manta Sport Club                      | 17  | 30 | 5  | 7  | 18 | 26 | 54 | -28  |

|  | Qualification pour la Liguilla |
|  | Relégation directe en Série B  |

### Liguilla
À l'issue de la première phase, les trois premiers du classement reçoivent un bonus respectif de 3, 2 et 1 point.
| Rang | Équipe                              | Pts | J  | G  | N | P  | Bp | Bc | Diff |
| ---- | ----------------------------------- | --- | -- | -- | - | -- | -- | -- | ---- |
| 1    | Barcelona Sporting Club +2          | 26  | 14 | 11 | 2 | 1  | 29 | 5  | +24  |
| 2    | Deportivo Quito +1                  | 21  | 14 | 10 | 0 | 4  | 28 | 22 | +6   |
| 3    | Club Deportivo Filanbanco +3        | 20  | 14 | 8  | 1 | 5  | 32 | 15 | +17  |
| 4    | Club Deportivo Esmeraldas Petrolero | 16  | 14 | 7  | 2 | 5  | 22 | 20 | +2   |
| 5    | Club Deportivo El Nacional T        | 12  | 14 | 4  | 4 | 6  | 21 | 21 | 0    |
| 6    | CDU Católica del Ecuador            | 12  | 14 | 5  | 2 | 7  | 23 | 24 | -1   |
| 7    | Club 9 de Octubre                   | 8   | 14 | 3  | 2 | 9  | 13 | 26 | -13  |
| 8    | LDU Portoviejo                      | 3   | 14 | 0  | 3 | 11 | 7  | 42 | -35  |

|  | Qualification pour la Copa Libertadores 1986 |
|  | T : Tenant du titre                          |

## Bilan de la saison
| Championnat d'Équateur de football 1985 |                                    |
| Champion                                | Barcelona Sporting Club (8e titre) |
| Qualifications continentales            |                                    |
| Copa Libertadores 1986                  | Barcelona Sporting Club            |
| Copa Libertadores 1986                  | Deportivo Quito                    |
| Promotions et relégations               |                                    |
| Promus en Série A                       | Club Social y Deportivo Macara     |
| Relégués en Série B                     | Manta Sport Club                   |